# 新潟県道377号島道大沢線
新潟県道377号島道大沢線（にいがたけんどう377ごう しまみちおおさわせん）は、新潟県糸魚川市内を通る一般県道である。

## 概要
糸魚川市大字島道の林道入山吹原線より分岐し、島道の集落内を島道川に沿って通り、同市大字大沢の県道246号飛山能生線へ至る県道である。

全線を糸魚川市道島道大沢線として糸魚川市が管理しており、県道としては実延長無しの取り扱いとなっている。

### 路線データ
- 起点：新潟県糸魚川市大字島道字下高坂（林道入山吹原線交点）
- 終点：新潟県糸魚川市大字大沢字神明（新潟県道246号西飛山能生線交点）

## 地理

### 通過する自治体
- 新潟県
糸魚川市

### 交差する道路
- 林道入山吹原線（起点：糸魚川市大字島道字下高坂、糸魚川バス「島道バス停」付近）
- 新潟県道246号西飛山能生線（終点：糸魚川市大字大沢字神明）

### 沿線
- 糸魚川市能生国民健康保険診療所
- 糸魚川市立中能生小学校
- 島道鉱泉